# Réglementation de la Formule 1 1990
Cette page présente les points les plus importants des réglements sportifs et techniques de la saison 1990 de Formule 1. Les nouveautés du règlement sont en caractères gras.

## Règlement sportif
- L'attribution des points s'effectue selon le barème 9,6,4,3,2,1.
- Seuls les 11 meilleurs résultats sont retenus.
- Chaque Grand Prix a une distance prévue de 305 km (plus la fin du dernier tour), mais ne doit pas excéder 2 heures en temps. (Exceptions : GP des États-Unis prévu pour 270 km et GP de Monaco prévu pour 260 km environ).
- Les préqualifications sont réservées à toutes les monoplaces les moins bien classées lors du championnat précédent puis lors du demi-championnat en cours. La séance de préqualifications se déroule le vendredi matin de 8h00 à 9h00. Les pilotes titulaires des quatre meilleurs temps de la séance peuvent prendre part aux essais qualificatifs aux côtés des 24 monoplaces préqualifiées de droit. Ainsi, 30 monoplaces au maximum sont autorisées à poursuivre le déroulement du GP.
- Vendredi matin de 10h00 à 11h30 : essais libres (30 monoplaces maxi (26 + 4)).
- Vendredi après-midi de 13h00 à 14h00 : première séance d'essais qualificatifs (30 monoplaces maxi (26 + 4)).
- Samedi matin de 10h00 à 11h30 : essais libres (30 monoplaces maxi (26 + 4)).
- Samedi après-midi de 13h00 à 14h00 : seconde séance d'essais qualificatifs (30 monoplaces maxi (26 + 4)).
- À l'issue des deux séances de qualifications, les 26 monoplaces ayant réalisé les meilleurs temps sont qualifiées pour la course.
- Une séance d'essai de roulage en configuration de course (warm-up) est organisée le dimanche matin, de 10h00 à 10h30.
- Un second warm-up d'un quart d'heure peut être organisé si les conditions météorologiques prévues pour la course changent drastiquement par rapport aux conditions rencontrées lors du premier warm-up.

## Règlement technique (nouveautés en caractères gras)
- Moteurs atmosphériques V12 maximum de 3 500 cm3 de cylindrée.
- Moteurs suralimentés interdits.
- Boîte de vitesses au nombre de rapports libre mais avec marche arrière obligatoire.
- Largeur hors-tout de la monoplace limitée à 215 cm.
- Aucune partie de la carrosserie de la monoplace ne doit dépasser de plus de 120 cm de l'axe des roues avant et 60 cm de l'axe des roues arrière.
- Garde au sol libre mais interdiction de fixer un quelconque élément entre le bas de la carrosserie et le sol (type "jupe" par exemple).
- Les parties supérieures des éléments aérodynamiques ne doivent pas dépasser la hauteur des jantes à l'avant et plus d'un mètre par rapport au sol à l'arrière.
- Les jantes reçoivent des pneus dont la largeur est fixée à 18 pouces (25,72 cm) et le diamètre à 26 pouces (66,04 cm).
- Carburant type aviation fourni par la FISA à taux d'octane maximal de 102 ou, hors d'Europe, un carburant choisi par chaque écurie du moment que le taux d'octane soit 102 au maximum.
- Protection obligatoire de tous les réservoirs d'huile placés à l'extérieur de la structure principale de la monoplace.
- Double circuit de freinage, les prises d'air de refroidissement des freins avant ne doivent pas excéder 14 cm de hauteur par rapport à l'axe horizontal de la roue.
- Poids minimal de la monoplace fixée à 505 kg pour harmoniser les poids des voitures équipées ou non de caméras embarquées.
- Arceau de sécurité avec points d'ancrage dans la coque pour faire corps avec elle.
- Cockpit de dimensions accrues permettant au pilote de s'extraire de la monoplace en 6 secondes sans démonter le volant.
- Nouvelle forme du cockpit permettant d'assurer une meilleure protection au niveau des épaules du pilote.
- Feu arrière de surface minimale portée à 20 cm² et d'une puissance de 21 W.
- Rétroviseur de largeur minimale fixée à 10 cm et de hauteur minimale fixée à 5 cm. Les commissaires techniques doivent s'assurer que le pilote, en position de conduite est bien capable de discerner les voitures qui le suivent dans chacun des deux rétroviseurs.